# Bordighera (stacja kolejowa)
Bordighera (wł: Stazione di Bordighera) – stacja kolejowa w Bordighera, w regionie Liguria, we Włoszech. Znajdują się tu 2 perony.